# David Mobärg
Carl David Mobärg (ur. 17 maja 1999 w Undersåker) – szwedzki narciarz dowolny, mistrz świata i dwukrotny medalista mistrzostw świata juniorów.
Po raz pierwszy na arenie międzynarodowej pojawił się 19 stycznia 2016 roku w Duved, gdzie w zawodach FIS zajął 17. miejsce w skicrossie. W marcu 2016 roku wystąpił na mistrzostwach świata juniorów w Val Thorens, zdobywając srebrny medal w skicrossie. Podczas rozgrywanych trzy lata później mistrzostw świata juniorów w Reiteralm wywalczył w tej samej konkurencji złoty medal. W Pucharze Świata zadebiutował 11 lutego 2017 roku w Idre Fjäll, zajmując 54. miejsce. Pierwsze pucharowe punkty wywalczył 17 grudnia 2018 roku w Arosie, plasując się na 11. miejscu. Na podium zawodów tego cyklu pierwszy raz stanął 15 grudnia 2020 roku w Arosie, wygrywając rywalizację w skicrossie. W zawodach tych wyprzedził dwóch Szwajcarów: Alexa Fivę i Joosa Berry'ego.
W 2019 roku wystartował na mistrzostwach świata w Utah, gdzie zajął dziesiąte miejsce w skicrossie. Na rozgrywanych dwa lata później mistrzostwach świata w Idre Fjäll był trzynasty.

## Osiągnięcia

### Igrzyska olimpijskie
| Miejsce | Dzień     | Rok  | Miejscowość | Konkurencja | Zwycięzca  |
| ------- | --------- | ---- | ----------- | ----------- | ---------- |
| 19.     | 18 lutego | 2022 | Pekin       | Skicross    | Ryan Regez |

### Mistrzostwa świata
| Miejsce | Dzień     | Rok  | Miejscowość | Konkurencja        | Zwycięzca        |
| ------- | --------- | ---- | ----------- | ------------------ | ---------------- |
| 10.     | 2 lutego  | 2019 | Solitude    | Skicross           | François Place   |
| 13.     | 13 lutego | 2021 | Idre Fjäll  | Skicross           | Alex Fiva        |
| 25.     | 26 lutego | 2023 | Bakuriani   | Skicross           | Simone Deromedis |
| 1.      | 26 lutego | 2023 | Bakuriani   | Skicross drużynowy | –                |
| 5.      | 21 marca  | 2025 | Engadyna    | Skicross           | Ryan Regez       |
| 11.     | 22 marca  | 2025 | Engadyna    | Skicross drużynowy | Szwajcaria       |

### Puchar Świata

#### Miejsca w klasyfikacji generalnej
- sezon 2018/2019: 139.
- sezon 2019/2020: 97.

Od sezonu 2020/2021 klasyfikacja skicrossu zastąpiła klasyfikację generalną.
- sezon 2020/2021: 5.
- sezon 2021/2022: 4.
- sezon 2022/2023: 2.
- sezon 2023/2024: 1.
- sezon 2024/2025: 6.

#### Miejsca na podium w zawodach
1. Arosa – 15 grudnia 2020 (skicross) – 1. miejsce
2. Bakuriani – 27 lutego 2021 (skicross) – 2. miejsce
3. Arosa – 14 grudnia 2021 (skicross) – 1. miejsce
4. Nakiska – 14 stycznia 2022 (skicross) – 1. miejsce
5. Idre Fjäll – 23 stycznia 2022 (skicross) – 2. miejsce
6. Veysonnaz – 19 marca 2022 (skicross) – 1. miejsce
7. Arosa – 12 grudnia 2022 (skicross) – 3. miejsce
8. Idre Fjäll – 21 stycznia 2023 (skicross) – 1. miejsce
9. Reiteralm – 16 lutego 2023 (skicross) – 1. miejsce
10. Veysonnaz – 12 marca 2023 (skicross) – 1. miejsce
11. Val Thorens – 8 grudnia 2023 (skicross) – 2. miejsce
12. Arosa – 12 grudnia 2023 (skicross) – 3. miejsce
13. Bakuriani – 10 lutego 2024 (skicross) – 1. miejsce
14. Bakuriani – 11 lutego 2024 (skicross) – 2. miejsce
15. Veysonnaz – 16 marca 2024 (skicross) – 1. miejsce
16. Idre Fjäll – 22 marca 2024 (skicross) – 1. miejsce
17. Idre Fjäll – 23 marca 2024 (skicross) – 1. miejsce
18. Arosa – 17 grudnia 2024 (skicross) – 3. miejsce
19. Veysonnaz – 2 lutego 2025 (skicross) – 2. miejsce